# Anopheles colledgei
Anopheles colledgei este o specie de țânțari din genul Anopheles, descrisă de E. Sydney Marks în anul 1956. Conform Catalogue of Life specia Anopheles colledgei nu are subspecii cunoscute.